# Жалость

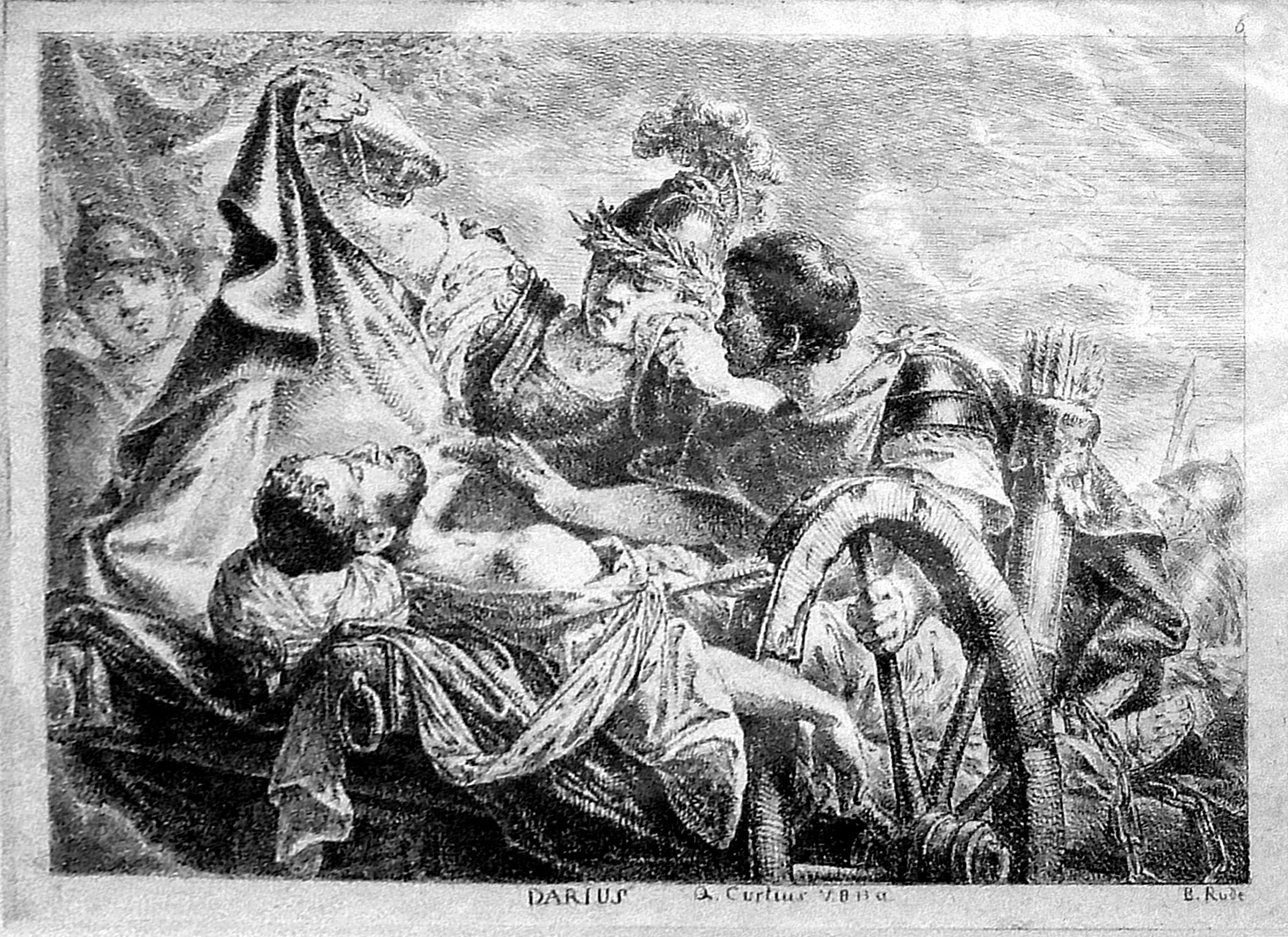
Александр с сожалением видит, что Дарий умер от своих ран.

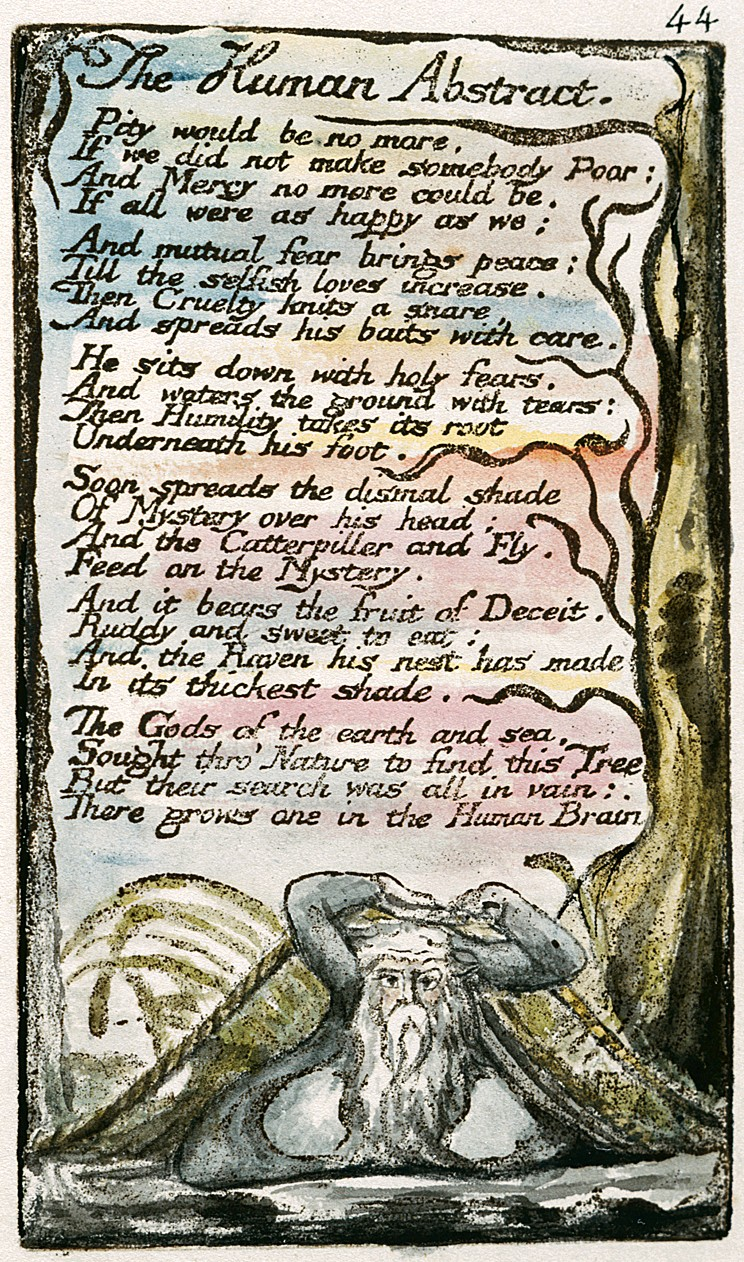
Человеческая абстракция, стихотворение из сборника Уильяма Блейка Песни невинности и опыта, в котором он провозглашает: «Жаль больше не будет, / если бы мы не сделали кого-то бедным» (1-2). Эта версия является копией L, созданной в 1795 году и в настоящее время хранящейся в Йельском центре британского искусства.

Жа́лость — одна из форм чувства дискомфорта, часто приобретающая вид снисходительного сострадания. Объект жалости воспринимается как «жалкий», то есть униженный в своём несчастном положении. Жалкий человек обозначает себя через жалобу, которая обозначает недостаток, причиненный либо самим ходом вещей, либо другим существом. В то же время отсутствие жалости делает человека «безжалостным», то есть жестоким. В этом случае жалость приближается к милосердию. Однако иногда в жалости может преобладать мотив превосходства. Также жалость может возникать по поводу утраченных вещей. Можно жалеть утраченное время, вещи или погибших существ.
Здесь жалость приближается к печали.
В то же время жалость к себе часто трактуется как негативное чувство, мешающее собственному саморазвитию. С этой точки зрения, жалость консервирует несчастное положение и принимает его как объективную данность. Здесь жалость приближается к снисходительной любви, прощающей слабости.